# Бенгальская крачка

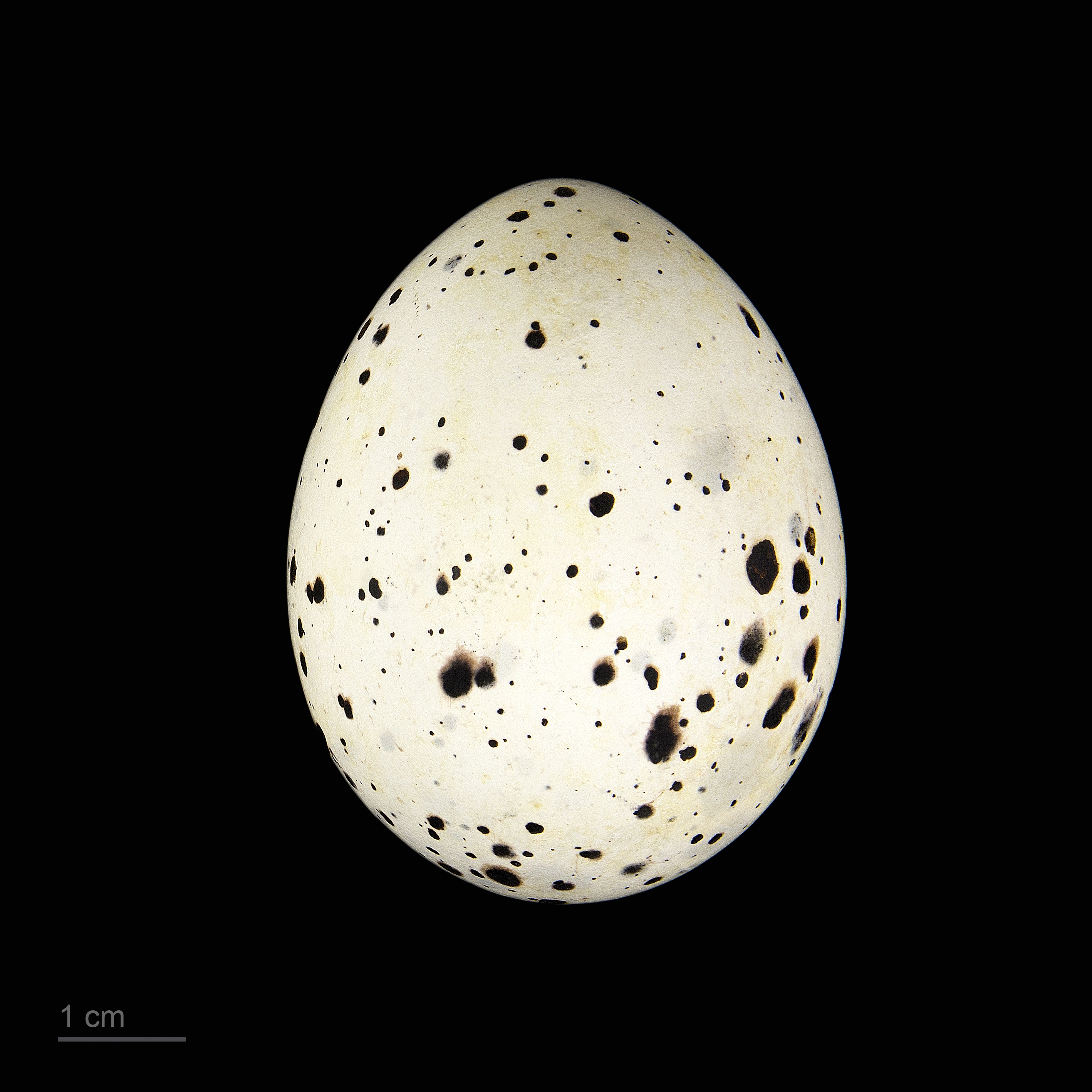
яйцо Thalasseus bengalensis - Тулузский музей

Бенга́льская кра́чка, или малая хохлатая крачка (лат. Thalasseus bengalensis), — вид птиц из семейства чайковых (Laridae).

## Описание
Бенгальская крачка несколько меньше от 33 до 40 см длиной, чем пестроносая и чайконосая крачки. Её клюв стройнее и острее, светлый оранжево-жёлтый у молодых и ярко-оранжевый у взрослых птиц. У неё на голове чёрная шапочка как у королевской крачки и такой же белый лоб в зимнем наряде одежде и у молодых птиц. Верхняя сторона в брачном наряде молодых птиц одноцветная темно-серая. Ноги молодых птиц коричнево-серого цвета и рано становятся чёрного цвета как у взрослых птиц.

## Распространение
Малая хохлатая крачка гнездится в субтропических прибрежных районах по всему миру от Красного моря через Индийский океан до западной части Тихого океана и Австралии, со значительной популяцией на южном побережье Средиземного моря и на двух островах у побережья Ливии. Вне сезона размножения обитает на побережье северной Африки (как Средиземноморском, так и Атлантическом), на большей части близлежащих континентов Индийского океана и в западной части Тихого океана к северу от Австралии вплоть до Новой Гвинеи и Вьетнама.